# Wincanton Classic
Wincanton Classic (1989-1993), Leeds [International] Classic (1994-1996) eller Rochester [International] Classic (1997) var ett endagslopp i landsvägscykling som avhölls i Storbritannien från 1989 till 1997. Det skapades på initiativ av Union Cycliste Internationale (UCI) för att dels få med ett brittiskt lopp och dels få ett lopp på sommaren i den inför 1989 nyskapade UCI World Cup. Första året hade loppet start och mål i Newcastle, sedan två år i Brighton och 1993 flyttades start och mål till Leeds (året därpå bytte det namn). 1997 flyttades det till Rochester varefter det lades ner året därpå och ersattes av det tyska augustiloppet HEW Cyclassics i UCI World Cup.
Namnet kom från sponsorn –- transport- och distributionsföretaget Wincanton Group.

## Podieplaceringar
| År                              | Vinnare             | Tvåa                | Trea               |
| Wincanton Classic               | Wincanton Classic   | Wincanton Classic   | Wincanton Classic  |
| ------------------------------- | ------------------- | ------------------- | ------------------ |
| 1989                            | Frans Maassen       | Maurizio Fondriest  | Sean Kelly         |
| 1990                            | Gianni Bugno        | Sean Kelly          | Rudy Dhaenens      |
| 1991                            | Eric Van Lancker    | Rolf Gölz           | Jan Goessens       |
| 1992                            | Massimo Ghirotto    | Laurent Jalabert    | Bruno Cenghialta   |
| 1993                            | Alberto Volpi       | Jesper Skibby       | Maurizio Fondriest |
| Leeds International Classic     |                     |                     |                    |
| 1994                            | Gianluca Bortolami  | Vjatjeslav Jekimov  | Bo Hamburger       |
| 1995                            | Maximilian Sciandri | Roberto Caruso      | Alberto Elli       |
| 1996                            | Andrea Ferrigato    | Maximilian Sciandri | Johan Museeuw      |
| Rochester International Classic |                     |                     |                    |
| 1997                            | Andrea Tafi         | Andrea Ferrigato    | Gianluca Bortolami |